# Новодонбаське
Новодонба́ське —  село в Україні, у Старобільській міській громаді Старобільського району Луганської області. Населення - 141 особа. Колишній орган місцевого самоврядування — Калмиківська сільська рада.